# Bandera de Kuwait
La bandera de Kuwait és la bandera de l'Estat de Kuwait, creada després de la independència del país en expirar el protectorat britànic. Fou promulgada per la llei de 7 de setembre de 1961 (27 de rabí al-àwwal del 1381 de l'Hègira) i hissada oficialment el 24 de novembre de 1961.

La bandera està formada per tres bandes horitzontals d'igual amplada i per un trapezi situat al costat de l'asta, l'amplada del qual representa un quart de la bandera.
Els colors són els típic del panarabisme i s'inspiren en un poema de Safie Al-Deen Al-Hili:
- El negre simbolitza la desfeta dels enemics sobre el camp de batalla.
- El vermell representa un sabre tacat per la sang.
- El blanc és la puresa de les accions.
- El verd és la fertilitat de cada país.

## Bandera del protectorat
El 1899, Kuwait va signar un tractat de protecció amb el Regne Unit. En aquell moment, la bandera es componia de dos colors, el blanc i el vermell, el primer per la Gran Bretanya i el segon per l'Islam. També s'hi trobava escrit en blanc la divisa «كويت», que vol dir ‘Kuwait’ en àrab, i també els símbols islàmics de l'estrella i la lluna creixent.
El 1914, Kuwait va esdevenir un protectorat britànic i l'estrella i la lluna van desaparèixer, mentre que la divisa va situar-se al centre i més gran.

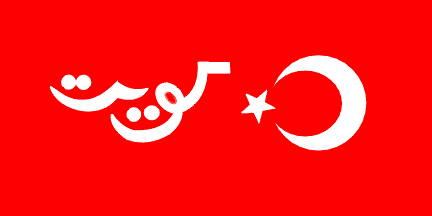
1899-1909
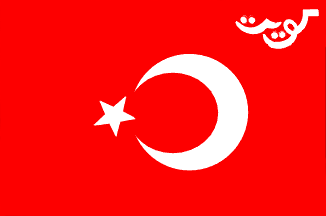
1909-1915
1915-1956